# Abdulaziz Khathran
Abdulaziz Khathran (31 luglio 1973) è un ex calciatore saudita, di ruolo difensore.

## Carriera
Ha partecipato alle spedizioni saudite ai mondiali 2002 e 2006. 
Degna di nota la ruspante barba che accompagnava il suo volto nell'album delle figurine dei Mondiali del 2006.